# Ballantiophora innotata
Ballantiophora innotata es una especie de polillas de la familia Geometridae. La especie fue descrita por primera vez por William Warren habiendo sido descrita en 1894, con distribución en Brasil. El holotipo de la epecie fue descrito a nivel de Petrópolis.